# Чайковський В'ячеслав Федорович
В'ячеслав Федорович Чайковський (нар. 23 травня 1940, місто Одеса Одеської області) — український радянський діяч, 1-й секретар Красноперекопського міськкому КПУ Кримської області. Член Ревізійної Комісії КПУ в 1986—1990 р.

## Біографія
У 1962 році закінчив Одеський політехнічний інститут.
Член КПРС.
У 1962—1965 р. — майстер, у 1965—1967 р. — начальник цеху, в 1967—1972 р. — головний приборист, у 1972—1973 р. — знову начальник цеху Перекопського бромного заводу Кримської області. У 1973—1975 р. — секретар партійного бюро КПУ, у 1975—1978 р. — секретар партійного комітету КПУ Перекопського бромного заводу Кримської області.
Закінчив Вищу партійну школу при ЦК КПУ.
У серпні — грудні 1978 р. — секретар, у грудні 1978—1982 р. — 2-й секретар Красноперекопського міського комітету КПУ Кримської області.
У 1982 — грудні 1989 р. — 1-й секретар Красноперекопського міського комітету КПУ Кримської області.
У грудні 1989 — березні 1991 р. — начальник Управління з питань праці і соціальних питань Кримського облвиконкому. У березні 1991 — вересні 1993 р. — начальник Управління з праці і соціальних питань Ради Міністрів Автономної Республіки Крим.
У вересні 1993 — лютому 1997 р. — голова Державного комітету Автономної Республіки Крим з праці і соціальних питань.
У 1997—2002 р. — 1-й заступник міністра праці і соціального захисту Автономної Республіки Крим.
З 2002 року — на пенсії у місті Сімферополі Автономної Республіки Крим.

## Нагороди
- ордени
- медалі